# Osnabrücker Land

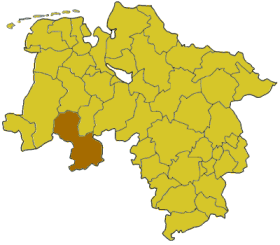
Lage des Osnabrücker Landes in Niedersachsen

Das Osnabrücker Land (ostwestfälisch Ossenbrüggske Laand) ist eine Region im Südwesten Niedersachsens, die in nordrhein-westfälisches Gebiet hineinragt. Zentrum ist die kreisfreie Stadt Osnabrück. Naturräumlich liegt die Kernlandschaft im Osnabrücker Hügelland, jedoch reicht der Kulturraum nach Norden über das Wiehengebirge hinweg bis ins Bersenbrücker Land, während er im Süden über den Teutoburger Wald hinaus bis ins nördliche Ostmünsterland reicht. Er umfasst in der Hauptsache das Einzugsgebiet des Oberlaufes der Hase. Das Osnabrücker Land gehört zum westfälischen Kulturraum und war bis zum Wiener Kongress auch politisch westfälisch. Nach dem Zweiten Weltkrieg gab es Bestrebungen, das Osnabrücker Land in ein neuzugründendes Bundesland Westfalen einzugliedern. Diese scheiterten aber am Widerstand aus Hannover und der Hauptsiegermächte. Man spricht im Osnabrücker Land ursprünglich einen plattdeutschen Dialekt, der im Süden der Region und in der Stadt Osnabrück zum Ostwestfälischen gehört. Im Osnabrücker Nordland ist der Dialekt dem Nordniedersächsischen zuzuordnen. Gemeinhin wird die Region mit dem Landkreis und der Stadt Osnabrück identifiziert, die auch weitgehend dem reichsfreien Hochstift des Heiligen Römischen Reiches entspricht. Auf dem Gebiet des Osnabrücker Landes besteht der Landschaftsverband Osnabrücker Land, der sich um kulturelle Belange kümmert. Das Osnabrücker Land ist nahezu gebietsidentisch mit dem Landkreis und der Stadt Osnabrück. Lediglich bei Randgebieten, z. B. Büscherheide, ist diese Zuordnung zumindest nicht eindeutig.

## Geografische Lage
Der nördliche Teil des Osnabrücker Landes grenzt im Wesentlichen an niedersächsische Gebiete und zwar im Westen an das Emsland (Landkreis Emsland), im Norden an das Oldenburger Land, insbesondere an das Oldenburger Münsterland (die Landkreise Cloppenburg und Vechta), und im Osten an die Dümmer-Region (den Landkreis Diepholz und den westfälischen Kreis Minden-Lübbecke).
Der südliche Teil des Osnabrücker Landes grenzt an Nordrhein-Westfalen und zwar im Osten und Südosten an den Regierungsbezirk Detmold (Kreise Minden-Lübbecke, Herford und Gütersloh) und im Südwesten und Westen an den Regierungsbezirk Münster (Kreise Warendorf und Steinfurt). Die Landschaft des Osnabrücker Landes geht hier nahtlos in die Landschaften Ravensberger Land, Münsterland und Tecklenburger Land über.
Durch die Kreis- bzw. Landesgrenze werden keine Naturräume voneinander abgegrenzt. Das Wiehengebirge und der Teutoburger Wald bilden vielmehr einen quer durch das Osnabrücker Land verlaufenden Riegel, nördlich und südlich dessen befinden sich Tiefebenen.

## Naturräumliche Gliederung
Das Osnabrücker Land liegt im westlichen Niedersachsen. Es erstreckt sich von der westfälischen Bucht im Süden über den Teutoburger Wald, das Osnabrücker Hügelland und das Wiehengebirge rund 75 km weit bis in das Osnabrücker Nordland mit dem Gehn, der Ankumer Höhe und der Geestlandschaft Artland.

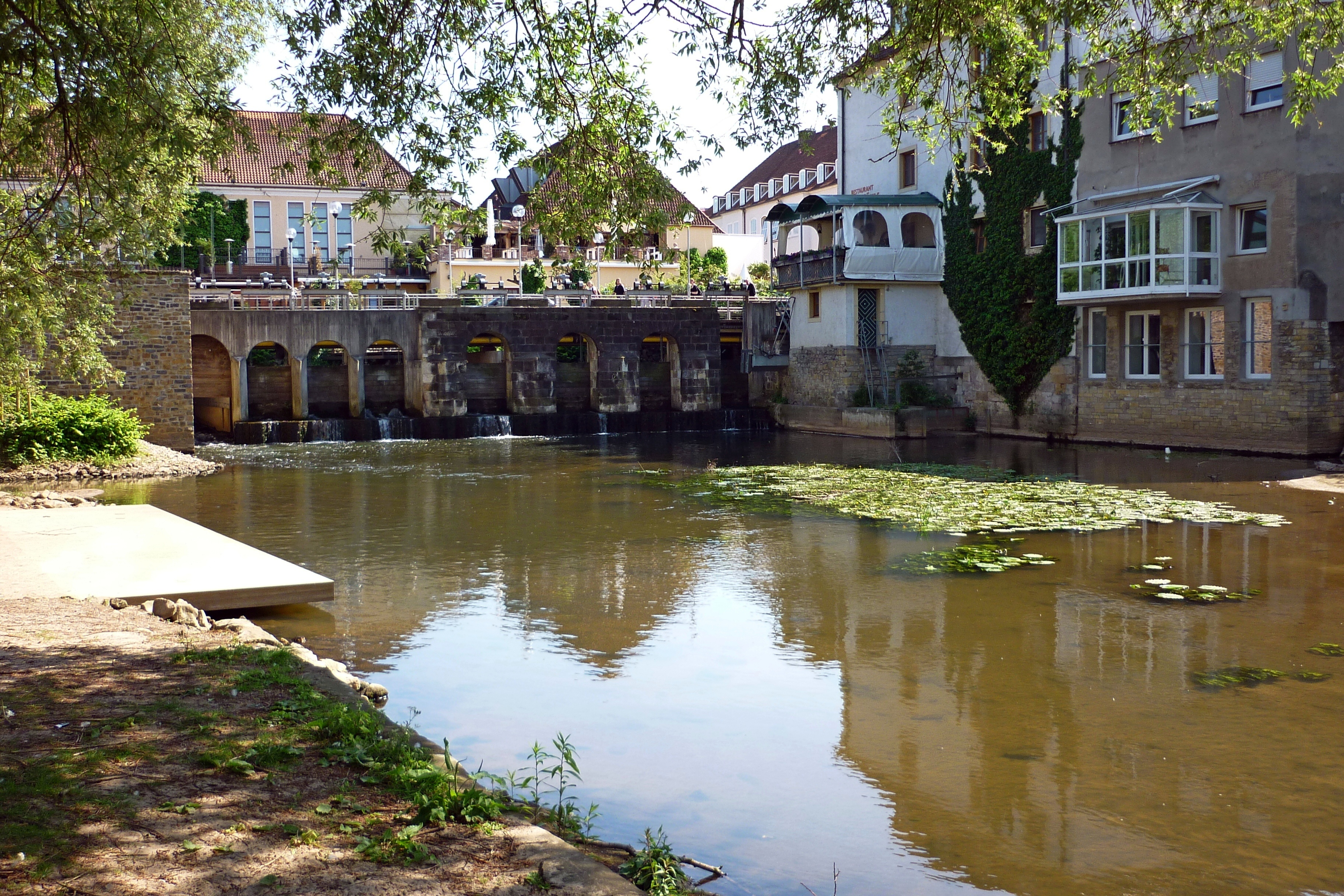
Hasewehr in Osnabrück

Im Süden greift es mit den Gemeinden bzw. Teilen der Gemeinden Bad Iburg, Bad Laer, Glandorf, Hilter, Dissen und Bad Rothenfelde in das östliche Münsterland hinein. In diesem finden sich pleistozäne Löß- und Sandflächen, die zur Ems hin abdachen. Die Bäche, die über die Glane zur Ems fließen, haben Material aus dem nördlichen Teutoburger Wald abgelagert. Mit diesem Material wurde der dem Teutoburger Wald südlich vorgelagerte Bereich erkennbar erhöht. Deutlich sichtbar wird dies zum Beispiel, wenn man sich von Glandorf kommend Bad Iburg nähert und bereits vor der ersten Kette des Teutoburger Waldes einen kleinen Anstieg erkennt. Ein weiteres Flusssystem der Ems ist die Hase/Else. Die Hase teilt sich in Melle und fließt mit ihrem östlichen Teil als Else zur Weser, mit dem nordwestlichen als Hase durch das Osnabrücker Land zur Ems.
Nach Norden folgt dann der Teutoburger Wald mit dem südlichen Bergrücken aus Kalken der oberen Kreide und dem nördlichen Sandsteinkamm aus der Unterkreide mit dem Dörenberg als höchster Erhebung (331 m) des Osnabrücker Landes. Weiter nördlich schließt das Osnabrücker Berg- und Hügelland an, das sich südlich und nördlich der breiten Hasetalung erstreckt. In diesem Hügelland fallen der Piesberg, der Hüggel mit dem Silberberg, die Holter Höhen und die Meller Berge als größere Erhebungen auf. Diese Höhen verlaufen – wie der südliche Teutoburger Wald und das nördliche Wiehengebirge – von Nordwesten nach Südosten. Diese Großgliederung des Reliefs ist das Ergebnis der Bewegung der Erdkruste am Ende des Erdmittelalters. Im Zuge der alpidischen Gebirgsbildung in der Oberkreide am Ende des Erdmittelalters und dem Tertiär am Beginn der Erdneuzeit kam es sowohl zur Überkippung der Schichten im Teutoburger Wald als auch zur Schrägstellung im Wiehengebirge. Das Zwischenland zerbrach in Schollen, von denen einige emporgehoben wurden.
Entlang der Piesberg-Pyrmonter Achse wurden so die Ibbenbürener Bergplatte (außerhalb des Kreisgebietes) und der Piesberg so weit nach oben gehoben, dass kohleführende Gesteinsschichten aus dem Karbon in die Nähe der Erdoberfläche gelangten. Während auf Grund der geringen Mächtigkeit der Kohleflöze sowie infolge von Wasserhaltungsproblemen dem Kohleabbau am Piesberg nur eine kurze Zeit beschieden war, wurde im benachbarten Schafberg bis 2018 eine kohlenstoffreiche Anthrazitkohle abgebaut.
Auch im Hüggel treten Gesteine des Erdaltertums an die Erdoberfläche, die aber aus dem Perm und Karbon stammen und damit teilweise jünger sind als die Karbongesteine am Piesberg. Die Bildung des Bruchschollengebirges im Osnabrücker Raum mit der Herausbildung von Teutoburger Wald, Wiehengebirge und Osnabrücker Hügelland führte dazu, dass sehr dicht beieinander Erdschichten vom späten Erdaltertum bis in die Erdneuzeit anzutreffen sind, so dass Fachleute von der „Osnabrücker geologischen Quadratmeile“ sprechen, in der Ablagerungen der letzten 300 Millionen Jahre aufgeschlossen sind. In diesem Land zwischen den Kämmen des Teutoburger Waldes und des Wiehengebirges sind häufig Grundmoränenreste aus der Saalevereisung erhalten und an vielen Stellen gibt es Lößüberdeckungen. Auch südlich des Teutoburger Waldes und nördlich des Wiehengebirges finden sich solche Ablagerungen.
An das Gebirgs- und Hügelland schließt das Osnabrücker Nordland mit den Gemeinden aus den ehemaligen Kreisen Bersenbrück und Wittlage an. In diesem Osnabrücker Nordland finden sich im Westen die Plantlünner Sandebene, im Norden das Bersenbrücker Land mit dem Artland und im Nordosten die Rahden-Diepenhauer Geest. Der Naturraum ist hier im Wesentlichen von den Vorgängen der Saalevereisung sowie von periglazialen und postglazialen Prozessen geprägt. Der große Endmoränenbogen, den heute noch die Dammer Berge im Osten und die Ankumer Höhe (Bippener Berge) im Westen nachzeichnen, ist in der Saalezeit aufgeschüttet worden. Nördlich dieses Endmoränenwalles im Gebiet des Artlandes ist die ehemalige Endmoräne durch die Hase und durch die ihr zufließenden Bäche stark abgetragen worden. Als das Gebiet noch von Eis bedeckt war, hatte das Wasser eine zur heutigen Entwässerungsrichtung genau entgegengesetzte Fließrichtung: Es floss vom Eis nach Süden, sammelte sich in einer Flusslandschaft nördlich des Wiehengebirges, um dann nach Westen hin dem Meer zuzustreben. In diesem Urstromtal entwickelten sich ausgedehnte Moore, die lange Zeit große und für den Menschen undurchdringliche Regionen entstehen ließen, wie z. B. das Große Moor nördlich vom Kalkrieser Berg oder das Vinter Moor in der Gemeinde Neuenkirchen-Vörden.
Im Osnabrücker Land sind rund 30 Teilflächen der natürlichen oder weitgehend vom Menschen überprägten Naturlandschaft unter Schutz gestellt. Das größte Naturschutzgebiet ist das „Suddenmoor/Anten“ in der Gemeinde Berge mit 635 Hektar. Größere Schutzgebiete sind außerdem das „Venner Moor“ (220 ha, Gemeinde Ostercappeln), das „Hahlener Moor“ (230 ha, Gemeinde Berge), das „Dievenmoor“ (220 ha, Gemeinde Bohmte), „Freeden“ (220 ha, Stadt Bad Iburg) und „Harderburg“ (30 ha, Stadt Georgsmarienhütte).
Der Erlebnispark Boden in Osnabrück, ein zwei Hektar großer Landschaftspark, gibt einen direkten Einblick in den Boden des Osnabrücker Landes. Sieben verschiedene Landschaften mit jeweils zwei Meter tiefen, überdachte Bodenschnitten liegen nebeneinander und erlauben dadurch den direkten Vergleich. Den geologischen Aufbau des Osnabrücker Landes verdeutlicht ein Modellsteinbruch. Der Besucher erfährt, wie und wann Gesteine entstehen und wo man sie in der Landschaft findet. Träger des Projektes ist die Naturschutzstiftung des Landkreises Osnabrück.

## Kreisangehörige Kommunen
Das Osnabrücker Land wird in folgenden Kommunen unterteilt:
- Samtgemeinde Artland
- Bad Essen
- Bad Iburg
- Bad Laer
- Bad Rothenfelde
- Belm
- Samtgemeinde Bersenbrück
- Bissendorf
- Bohmte
- Bramsche
- Dissen am Teutoburger Wald
- Samtgemeinde Fürstenau
- Georgsmarienhütte
- Glandorf
- Hagen am Teutoburger Wald
- Hasbergen
- Hilter am Teutoburger Wald
- Melle
- Samtgemeinde Neuenkirchen
- Osnabrück
- Ostercappeln
- Wallenhorst

## Geschichte
Die Geschichte des Osnabrücker Landes ist bis 1802 Teil der westfälischen Geschichte, wo das Hochstift Osnabrück reichsunmittelbares Territorium des Heiligen Römischen Reiches war und zum Niederrheinisch-Westfälischen Reichskreis gehörte. Bis zur Auflösung der Hochstifte schob sich das Osnabrücker Land als Riegel zwischen das Niederstift und das Hochstift Münster, also die heutigen Landschaften Münsterland und Oldenburger Münsterland.

### Siedlungsentwicklung

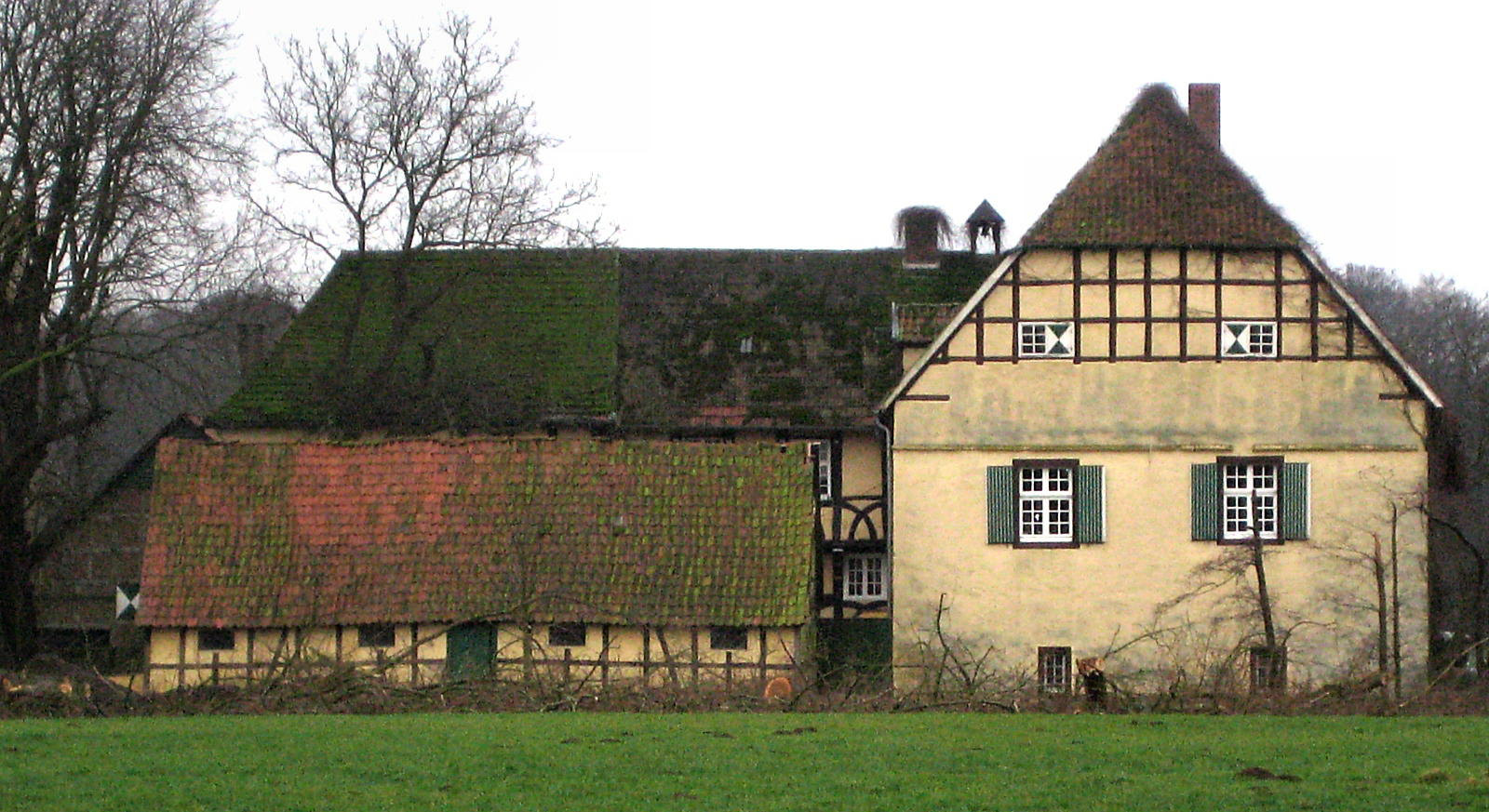
Burg Scheventorf, erbaut 1552

Die bäuerliche Besiedlung im Osnabrücker Land geht auf fast allen Siedlungsplätzen auf die Zeit vor 800 n. Chr. zurück. Auf Grund von Ortsnamen lässt sich vermuten, dass ein Großteil der Siedlungsplätze bereits vor 800 besetzt waren. Die ältesten Höfe – im Osnabrücker Land als Vollerben bezeichnet – lagen in lockerer Gruppierung um das immer etwas höher gelegene gute Ackerland. Dieses Altackerland war der Esch, ein Name, der heute noch oft in den Karten als Ortsbezeichnung, aber auch in den Siedlungen als Straßenname zu finden ist. Meist durch Teilung eines Vollerbenhofes entstanden dann schon in früher Zeit so genannte Halberben. In der Folgezeit verbesserte sich die Ackerkultur. Es wurde die Dreifelderwirtschaft eingeführt, bei der im Wechsel das Ackerland von verschiedenen Feldfrüchten (zunächst auch mit einer eingeschobenen Brachzeit) besetzt wurde. Dadurch stieg der Ertrag. Auch die Plaggendüngung, bei der aus der Waldweide Erdplaggen zunächst als Streu in die Ställe und dann zur Düngung auf den Esch gebracht wurde, erhöhte den Ernteertrag. So wurde es möglich, für nachgeborene Söhne kleine Hofstellen mit einem geringen Anteil am Esch einzurichten. Es entstanden die so genannten Erbkötterhöfe.
Nach der Christianisierung der Sachsen durch die Franken ab etwa 800 n. Chr. wurden auch im ländlichen Raum vielerorts Kirchen errichtet. Um diese Kirchen haben sich ab dem 13. Jahrhundert die Kirchhöfersiedlungen entwickelt, die eine andere Siedlungsform aufweisen als die Eschdörfer. Die Kirchen waren Mittelpunkt eines Kirchspiels und von einem Friedhof umgeben. Am Rand dieses Friedhofs wurden zunächst von den größeren Grundbesitzern des Kirchspiels Steinwerke und Speicher errichtet. Sie dienten als Lagerhäuser, in Kriegszeiten aber auch als Zufluchtstätten. Um besseren Schutz gewähren zu können, wurde im Laufe der Zeit die Kirche zusammen mit Friedhof und Speichern von einer Mauer umgeben. Diese so gesicherten Siedlungen werden auch als Kirchenburgen bezeichnet.
Die Speicher und Steinwerke wurden nach und nach zu Dauerwohnhäusern umgebaut, deren Bewohner häufig Tagelöhner, Handwerker und Gewerbetreibende waren, die in ärmlichen Verhältnissen lebten, da die beengten räumlichen Gegebenheiten in der Siedlung kaum einen Broterwerb aus einer landwirtschaftlichen Tätigkeit zuließen. In vielen Orten des Landkreises Osnabrück kann man heute noch die Anlagen dieser Kirchhöfersiedlungen erkennen. Sehr selten sind noch Reste der alten Ummauerungen erkennbar. Häufiger sind allerdings noch eine Anzahl der alten kleinen Häuser um die Kirchhöfe vorhanden, und manchmal ist sogar wie in Buer noch ein Zugangstor zum Kirchhof erhalten. Die Kirchhöfe liegen heute und lagen auch früher wie in Dissen oder in Gehrde neben den Durchgangsstraßen. Auch in Bad Laer ist der Kirchhof mit den umgebenden Häusern der ehemaligen Kirchhöfersiedlung nicht der zentrale Platz des Ortes, wohingegen die Marktplätze in den Städten dagegen früher das Zentrum des Verkehrs und des Handels waren.
Typisch für die Bauten des Osnabrücker Landes waren Fachwerkbauten. Als älteste bestehende Fachwerkkonstruktion wird ein bis heute bestehender Verbindungsbau der 1552 erbauten Burg Scheventorf im Gebiet der heutigen Stadt Bad Iburg angesehen.

### Bevölkerungsentwicklung
In weniger als 200 Jahren hat sich die Einwohnerzahl auf dem Gebiet des heutigen Landkreises Osnabrück von rund 122.000 im Jahr 1821 auf rund 520.000 im Jahr 2006 mehr als vervierfacht. Diese Zunahme der Bevölkerung vollzog sich allerdings nicht kontinuierlich. Während am Beginn des 19. Jahrhunderts die Bevölkerung zunächst leicht zunahm, verringerte sie sich zu Beginn der zweiten Hälfte jenes Jahrhunderts zunächst wieder. Dies war die Zeit, in der auf Grund von wirtschaftlichen Schwierigkeiten eine Vielzahl von Menschen eine neue Zukunft in der Neuen Welt, vornehmlich in den USA, suchte.
Mit dem Einzug der Industrialisierung auch im Osnabrücker Land stieg die Einwohnerzahl langsam zunehmend bis zum Jahre 1939. Dann schnellte die Zahl in die Höhe: Nach dem Zweiten Weltkrieg wurden 1946 bereits rund 247.000 Einwohner gezählt, und bereits im Jahr 1951 waren es sogar 258.000 Menschen, die im Osnabrücker Land lebten. Eine Vielzahl von Heimatvertriebenen und Flüchtlingen aus den Deutschen Ostgebieten, aber auch Menschen, die ihre Wohnungen in den Städten durch den Bombenkrieg verloren hatten, lebten jetzt in den Gemeinden des heutigen Landkreises Osnabrück. Ein Teil dieser Menschen verließ relativ rasch wieder den Landkreis Osnabrück, als zu Beginn der 1950er Jahre in den Städten neuer Wohnraum, aber auch neue Arbeitsplätze geschaffen wurden. Doch eine größere Zahl blieb in den Gemeinden und fand dort eine neue Heimat, so dass zunächst mit rund 238.000 Einwohnern etwa 50 Prozent mehr Menschen im Landkreis lebten als vor dem Krieg. Anschließend stieg die Einwohnerzahl kontinuierlich bis heute an.
Von diesem Bevölkerungswachstum waren die einzelnen Gemeinden jedoch nicht in gleicher Weise betroffen. Am stärksten gewachsen sind die Gemeinde Wallenhorst und die Stadt Georgsmarienhütte. In beiden Kommunen hat sich die Einwohnerzahl mehr als verzehnfacht. Stark angestiegen ist die Zahl der Einwohner auch in Hasbergen, Hagen und in der Stadt Quakenbrück. Dagegen verzeichnen die Gemeinden Badbergen und Menslage heute weniger Einwohner als im Jahr 1821.
Die Zunahme der Einwohnerzahlen in den Stadtrandgemeinden von Osnabrück ist nicht zuletzt auf die Nachbarschaft der Großstadt Osnabrück zurückzuführen. So ist die Einwohnerzahl in der zweiten Hälfte des 20. Jahrhunderts in jenen Gemeinden kräftig gewachsen, als die Nachbargemeinden zunehmend die Funktion als Wohngemeinden für die in Osnabrück Beschäftigten übernommen haben.
In Georgsmarienhütte verlief die Entwicklung jedoch etwas anders. Hier wurden schon in der Mitte des 19. Jahrhunderts durch die Schwerindustrie Arbeitsplätze geschaffen und damit Zuwanderung von Menschen in diese Gemeinde ausgelöst. So hatte sich die Einwohnerzahl bereits 1939 gegenüber 1821 mehr als vervierfacht. Auch Hagen hat von dem Werk in Georgsmarienhütte frühzeitig profitiert, so dass auch hier bereits in der ersten Hälfte des 20. Jahrhunderts die Bevölkerungszahl stärker angestiegen war als in anderen Kommunen des heutigen Landkreises.
Die Veränderungen in den Einwohnerzahlen haben dazu geführt, dass heute die Stadtrandgemeinden von Osnabrück zu jenen gehören, die die höchsten Bevölkerungsdichten aufweisen. Nur die Stadt Quakenbrück besitzt eine noch höhere Einwohnerdichte. Diese Stadt an der Nordgrenze des Landkreises war als Grenzfestung des Hochstifts schon früh eine städtische Siedlung mit Kaufleuten und Handwerkern. Auf dieser Grundlage konnte sich in der Spätphase der Industrialisierung am Ende des 19. und am Beginn des 20. Jahrhunderts Industrie entwickeln. Dabei verwundert es nicht, dass in Quakenbrück mit seinem agrarisch geprägten Umfeld die Nahrungsmittelproduktion einen hohen Stellenwert einnimmt. Diese Wirtschaftsorientierung hat Quakenbrück bereits in der ersten Hälfte des 20. Jahrhunderts eine starke Bevölkerungszunahme gebracht und in dieser städtischen Siedlung damit zu einer hohen Bevölkerungsdichte geführt.
Dabei muss jedoch bedacht werden, dass z. B. eine ebenfalls hohe Bevölkerungsdichte in den Kernen der Städte Melle oder Bramsche nicht deutlich wird, da diese Kommunen ihre ländlich geprägten Umlandgemeinden bei der Gebietsreform 1972 eingemeindet haben, Quakenbrück ist hingegen in seiner Ausdehnung als Einheitsgemeinde mit seinen Umlandgemeinden nur in einer Samtgemeinde verbunden.

## Wirtschaft und Infrastruktur

### Verkehr

#### Verkehrsgeschichte
Alle Verkehrslinien zeichnen überwiegend alte Verkehrswege nach. Osnabrück lag schon früh im Schnittpunkt des Nord-Süd- und West-Ost-Verkehrs. Diese Verkehrswege nutzten den Übergang über die Hase. Allerdings gab es Verlagerungen von Wegführungen. Während im Mittelalter bis in die Neuzeit hinein der Verkehrsweg von Osnabrück nach Bremen über Bramsche, Ankum, Quakenbrück und dann weiter über Cloppenburg und Delmenhorst verlief, verlagerte sich der Straßenverkehr im 19. Jahrhundert auf die Trasse der heutigen Bundesstraße 51.
Die Verlagerung wurde möglich, als im Zuge der Trockenlegung der Moore diese direktere Trasse nach Bremen eine schnellere Verbindung erlaubte. Der über weite Strecken sehr gradlinige Verlauf der heutigen Straße weist darauf hin, dass es sich um einen relativ jungen Verkehrsweg handelt. Auch der alte Verkehrsweg, der weitgehend von der B68 nach Norden nachgezeichnet wird, hat im Bereich Ankum–Bersenbrück eine kleinräumige Verlagerung nach Osten erfahren. Die alte Verbindung verlief von Bramsche über den alten Kirch- und Gogerichtsort Ankum nach Quakenbrück. Erst die politische Bedeutungsverlagerung nach Bersenbrück führte zu einer Umlegung des Verkehrsweges. Auch der Verkehrsweg von Osnabrück nach Osten verlief früher nördlich des Wiehengebirges. Allerdings wurde durch die neu gebaute Eisenbahnstrecke bereits im 19. Jahrhundert Verkehr auf eine Trasse südlich des Wiehengebirges im Verlauf der Hase-Else-Senke gelenkt. Dieser Trasse folgte dann in der zweiten Hälfte des 20. Jahrhunderts die Autobahn, so dass auch der Straßenverkehr auf diese südliche Wegeführung verlagert wurde.
Auch der Südverkehr verlagerte sich. Der sehr gerade Verlauf lässt erkennen, dass die Straße von Glandorf nach Bad Iburg in napoleonischer Zeit ausgebaut wurde. Vorher wählte der Verkehr die Route über Glane und dann nach Bad Iburg. In der zweiten Hälfte des 20. Jahrhunderts verlagerte sich ein Großteil des überregionalen Straßenverkehrs nach der Eröffnung der Autobahn 1 weiter in den Westen.
Im Bahnhof Osnabrück-Eversburg wurde 1903 die schmalspurige „Kleinbahn Piesberg–Rheine“ eröffnet. Die 1935 auf Normalspur umgestellte und als Tecklenburger Nordbahn bezeichnete Bahn betreibt noch heute Güterverkehr und Museumsfahrten auf der Strecke Osnabrück–Westerkappeln–Mettingen–Rheine.

#### Straßenverkehr
Durch das Osnabrücker Land verlaufen bedeutende Verkehrslinien: Die Süd-Nord-Autobahn A 1 von Saarbrücken über Köln nach Bremen, Hamburg und Lübeck mit Anschluss an die Vogelfluglinie, die West-Ost-Autobahn A 30 von Amsterdam nach Bad Oeynhausen mit Anschluss an die A 2 nach Berlin und weiter nach Warschau, die A 33 beginnend in Osnabrück über Bielefeld und Paderborn mit Anschluss an die A 44 als Verbindung zwischen den Niederlanden und Mitteldeutschland, die Süd-Nord-Bundesstraße B 51 von Köln nach Bremen sowie die West-Ost-Bundesstraße B 65 nach Hannover und die B 68 von Osnabrück über Bramsche nach Cloppenburg. Während diese Verkehrswege sich alle im Gebiet von Osnabrück kreuzen, durchschneidet die West-Ost-Bundesstraße B 214 das nördliche Kreisgebiet von Lingen kommend auf ihrem Weg nach Braunschweig. Die B 218 verläuft nur im Osnabrücker Land zwischen Fürstenau und Bohmte mit Anschluss an die B 65 nach Hannover. Der internationale Flughafen Münster/Osnabrück ist über die A 1 zu erreichen.

#### Schienenverkehr
Wichtige überregionale Eisenbahnstrecken sind die Süd-Nord-Strecke Köln–Bremen–Hamburg sowie die West-Ost-Strecke aus den Niederlanden über Rheine nach Hannover und Berlin. Ergänzt wird dieses Eisenbahnnetz durch die Strecken Wilhelmshaven–Osnabrück und Delmenhorst–Hesepe über Bramsche sowie Brackwede–Osnabrück („Haller Willem“) – die heute von der NordWestBahn betrieben werden.

#### Wasserstraßen
Der Landkreis ist über den Mittellandkanal mit Kanalhäfen in Bramsche, Bohmte und Bad Essen und den Osnabrücker Stichkanal an das deutsche Wasserstraßennetz angeschlossen.

#### Fahrradverkehr
Das Osnabrücker Land wird von einer Reihe überregionaler Radwanderwege durchzogen, beispielsweise vom „Brückenradweg“ Osnabrück-Bremen und der BahnRadRoute Teuto-Senne von Osnabrück nach Paderborn. Überregional bekannt ist vor allem die Hase-Ems-Tour, die die Möglichkeit bietet, dem Lauf der Hase von der Quelle im Meller Ortsteil Wellingholzhausen bis zur Mündung in die Ems in Meppen zu folgen.

### Wirtschaftliche Struktur
Die Wirtschaftsstruktur des Landkreises Osnabrück ist gekennzeichnet von einer breiten Branchenstruktur, wo kleine und mittlere Unternehmen vorherrschen. Die Spitzenstellung nimmt das produzierende Gewerbe mit Betrieben aus unterschiedlichen Branchen ein. So findet sich zum Beispiel Lebensmittelindustrie sowohl im Nordkreis als auch im Südkreis. In der Samtgemeinde Artland haben zwei Fleisch- und Wurstwaren-Fabrikationsbetriebe sowie eine Firma für Backzutaten, Desserts und Backmischungen ihre Produktionsstätten, deren Erzeugnisse in ganz Deutschland und darüber hinaus europaweit und selbst im überseeischen Ausland vermarktet werden. Aus Dissen und Hilter im Südkreis kommen gleichfalls Fleisch- und Wurstwaren sowie ferner Margarine und Feinkost-Salate aus der größten Salatfabrikation Europas.
Diese Nahrungsmittel-Produktion basiert auf einer ertragreichen Landwirtschaft im Landkreis Osnabrück. Im Landkreis Osnabrück hat einer der modernsten europäischen Schlachthöfe seinen Standort. Die größte Zierfischfutter-Fabrik der Welt befindet sich im Landkreis in der Stadt Melle.
Auch andere Branchen bestimmen die Struktur der gewerblichen Wirtschaft im Osnabrücker Land. Die Metallverarbeitung wie das Stahlwerk Georgsmarienhütte und die Holzverarbeitung haben eine hohe Bedeutung. Andere Branchen sind Zulieferer für die Automobilindustrie, Hersteller von Edelstahlerzeugnissen, von Pappe und Tapeten, Möbeln, Bernsteinschmuck und Turmuhren. Das Gros der Arbeitsplätze im Landkreis Osnabrück findet sich allerdings im Dienstleistungsbereich.
Die Zahl der Beschäftigten von Handel, Gastgewerbe und Verkehr und die des übrigen Dienstleistungsbereichs liegt mit rund 66.600 deutlich vor der des produzierenden Gewerbes mit rund 42.000 Beschäftigten. In den Heilbädern Bad Iburg und Bad Rothenfelde hat der Tourismus große Bedeutung, in Dissen und Hilter dominiert die gewerbliche Wirtschaft.

### Große Unternehmen in der Region
Große Unternehmen in der Region sind unter anderem: Amazonen-Werke, DF World of Spices (Fuchs Gewürze), Felix Schoeller Gruppe, Froneri Ice Cream Deutschland, Georgsmarienhütte Unternehmensgruppe, Heinrich Hamker Lebensmittelwerke, Hellmann Worldwide Logistics, Heinrich Fip, Homann, Kaffee-Partner, Kemper, Kesseböhmer, KiKxxl, KME, Koch International, Köster, Meyer & Meyer, Niels-Stensen-Kliniken, NordWestBahn, NOZ Medien, Paracelsus-Kliniken, Piepenbrock Unternehmensgruppe, Sievert, Solarlux, Tapetenfabrik Gebr. Rasch, Thomas Philipps, Volkswagen Osnabrück, Wiemann Möbel, Windel Group.

## Tourismus
Der Tourismus hat für das Osnabrücker Land eine hohe regionalwirtschaftliche Bedeutung. Grundlage sind zunächst die vorhandenen natürlichen Gegebenheiten, insbesondere die in den Heilbädern genutzten Solequellen und die abwechslungsreiche Landschaft mit den Höhen im Teutoburger Wald, Wiehengebirge aber auch im Osnabrücker Hügelland und in den Ankumer Bergen. Für den Wanderer gibt es ein ausgedehntes Wegenetz, das den Einwohnern von Stadt und Landkreis Osnabrück ebenso zur Naherholung dient, wie Touristen aus den nahen Niederlanden und dem Ruhrgebiet.
Die überall vorhandenen Ausflugsparkplätze sind an sonnigen Wochenenden häufig von den Autos der Ausflügler übervoll besetzt, beispielsweise am Charlottensee in Bad Iburg. Es gibt Standorte, die je nach Jahreszeit verstärkt oder durchgängig gut besucht werden. So sind die Parkplätze am Freeden in Bad Iburg besonders stark im April frequentiert, wenn auf dem Kalk dieses Höhenrückens der Lerchensporn blüht.
Zu den Rundwanderwegen kommen regionale und überregionale Fernwanderwege wie der Hermannsweg auf dem Kamm des Teutoburger Waldes oder der Wittekindsweg auf der Höhe des Wiehengebirges. Auch der Fahrradtourist findet im Osnabrücker Land eine Vielzahl markierter Radwanderrouten. Insgesamt stehen mehr als 2.000 km Radwege zur Verfügung. Vor allem die Routen in den Gebieten südlich des Teutoburger Waldes und nördlich des Wiehengebirges sind beliebt, weil dort nur geringe Höhenunterschiede zu bewältigen sind. Die Restmoorflächen nördlich des Wiehengebirges stellen dabei eine zusätzliche Attraktion dar.
Das Osnabrücker Land hat auch Anteil am Naturpark Nördlicher Teutoburger Wald-Wiehengebirge, der seit 2002 unter der Bezeichnung Natur- und Geopark TERRA.vita firmiert. Die Geschäftsführung liegt seit 1996 beim Landkreis Osnabrück. Dieser Naturpark erstreckt sich auf einer Größe von 1.220 km² von Porta Westfalica an der Weser über Osnabrück bis zum Hahnenmoor im Artland und von Bielefeld bis zum Wasserdreieck Mittellandkanal/Dortmund-Ems-Kanal in Hörstel. Dabei lässt sich sagen, dass das Hahnenmoor oder beispielsweise die Ankumer Höhe weder etwas mit dem Wiehengebirge noch mit dem Teutoburger Wald zu tun hat. Wie ferner oben erwähnt, sind es Endmoränen der Saale-Eiszeit. Seit 2004 ist der Naturpark TERRA.vita in das „Global Network of Geoparks“ der UNESCO aufgenommen. Der Naturpark erschließt in der Osnabrücker Region Gesteinsschichten vom Karbon im Erdaltertum bis zum Quartär in der Erdneuzeit. Als entsprechendes Museum fungiert das Museum am Schölerberg in Osnabrück. Die in jüngster Zeit im Naturpark ausgewiesenen 17 so genannten TERRA.trails sind Radwege unterschiedlicher Länge und unterschiedlicher Schwierigkeit. Sie bieten als besonderes touristisches Angebot Einblicke in die geologische Vielfalt der unterschiedlichsten Bodendenkmäler des Osnabrücker Landes.
In neuerer Zeit haben die Ausgrabungen in Kalkriese mit dem inzwischen eingerichteten „Varusschlacht“ – Museum (Museum und Park Kalkriese) das Osnabrücker Land national und auch international bekannt gemacht. Neben diesem Ort europäischer Geschichte gibt es sieben Megalithanlagen und eine Vielzahl von Baudenkmälern als Zeugen einer Kulturregion, die touristische Attraktionen darstellen: die in einer größeren Zahl erhaltenen Artländer Bauernhäuser im Nordkreis, die 16 Burgen und Schlösser, von denen das ehemalige Fürstbischöfliche Schloss Iburg sicherlich das bedeutendste ist, sowie die 17 erhaltenen Wasser- und Windmühlen überall im Osnabrücker Land.
Im Jahr 2010 fand in Bad Essen die 4. Niedersächsische Landesgartenschau statt. Im selben Jahr feierte die Stadt Quakenbrück 775-jähriges Jubiläum. 2018 war Bad Iburg Gastgeber der 6. Niedersächsischen Landesgartenschau.
Als Wirtschaftsfaktor kommt im Osnabrücker Land dem Übernachtungstourismus große Bedeutung zu. Von diesem Tourismus profitieren bislang neben der Stadt Osnabrück in erster Linie die Kurorte Bad Essen, Bad Iburg, Bad Laer und Bad Rothenfelde.

## Film
- Das Osnabrücker Land – Waschbären und Wildschweine. Dokumentarfilm, Deutschland, 2011, 43 Min., Buch und Regie: Svenja Schieke und Ralph Schieke, Produktion: NDR, Reihe: Expeditionen ins Tierreich, Erstsendung: 16. November 2011 beim NDR, Inhaltsangabe (Memento vom 17. Oktober 2013 im Internet Archive) vom NDR.
- Norddeutscher Rundfunk: Wege zum Nachbarn: Vom Teutoburger Wald zum Wiehengebirge. Reise durch das Osnabrücker Land zu den Sehenswürdigkeiten, Naturschönheiten und zu ausgewählten Höfen und Betrieben. Reportage, Deutschland 1964, 26 Min., Regie: Günter Kunz.
- Landpartie: Osnabrück. Dokumentation, Deutschland 2022, 88 Min., Buch und Regie: Volker Ide, Produktion: NDR, Reihe: Landpartie, Erstausstrahlung am 13. März 2022.